# Andrea Petkovic
Andrea Petkovic (n. 9 septembrie 1987, Tuzla, RSF Iugoslavia) este o jucătoare profesionistă de tenis din Germania, semifinalistă la Roland Garros în 2014 dar și la proba de dublu de la turneul de la Wimbledon din același an. Cea mai bună clasare a carierei a fost locul 9 mondial. La momentul actual este pe locul 80 WTA. Petkovic a disputat finala Cupei Fed în 2014 alături de echipa Germaniei, pierdută la Republica Cehă.

## Viața personală
Tatăl ei este fost jucător și antrenor de tenis.
În 2020 a debutat și ca scriitoare, cartea ei de debut - Între faimă și onoare se așterne întunericul - fiind disponibilă și în limba română la editura Pilot Books.

## Legături externe
Materiale media legate de Andrea Petkovic la Wikimedia Commons
- en de Official website
- Andrea Petkovic la Women's Tennis Association
- Andrea Petkovic la International Tennis Federation
- Andrea Petkovic pe site-ul Fed Cup